# ساوا همر
ساوا همر (به ژاپنی:澤 穂希، زادهٔ ۶ سپتامبر ۱۹۷۸ در فوچو، توکیو) یکی از بازیکنان تیم ملی فوتبال زنان ژاپن است. او برای باشگاه اناک لئونسا در ژاپن بازی می‌کند. ساوا به عنوان بهترین بازیکن زن فوتبال جهان در سال ۲۰۱۱ از طرف فیفا انتخاب شد.

## پیشه
او مدتهاست که به عنوان بهترین بازیکن فوتبال زن ژاپن مطرح است. آغاز کار ساوا در ال لیگ (لیگ برتر ژاپن) و در سن دوازده سالگی بود. در ۶ دسامبر ۱۹۹۳ در ۱۵ سالگی اولین بازی خود را برای تیم ملی ژاپن در مقابل تیم ملی فیلیپین انجام داد و برای تیمش چهار گل به ثمر رساند.